# Veddige församling
Veddige församling var en församling i Varbergs kontrakt i Göteborgs stift och i Varbergs kommun i Hallands län. Församlingen uppgick 2012 i Veddige-Kungsäters församling.

## Administrativ historik
Församlingen har medeltida ursprung.
Församlingens status före 1535 är oklar, från 1535 är församlingen moderförsamling i pastoratet Veddige, Ås och Sällstorp.  Församlingen införlivade 2006 Sällstorps församling och Ås församling och utgjorde därefter till 2012 ett eget pastorat. Församlingen uppgick 2012 i Veddige-Kungsäters församling.

## Kyrkor
- Sällstorps kyrka
- Veddige kyrka
- Ås kyrka